# Placide-Bruno Valayer
Pour les articles homonymes, voir Valayer.
Placide-Bruno Valayer (Grillon, 5 octobre 1764-Avignon, 28 avril 1850) est un évêque français.

## Biographie
Bruno-Placide Valayer est né à Grillon (Comtat Venaissin) le 5 octobre 1764. Il est le cinquième des sept enfants de Madeleine Emery et de François Valayer, notaire à Valréas, famille de notables locaux qui a donné à Grillon un consul (maire) et deux trésoriers dès le XVIIe siècle. 
Il a 25 ans lorsqu’il est ordonné prêtre en 1789 après des études au séminaire d’Avignon. Les événements qui agitent le royaume de France et commencent à agiter le Comtat le contraignent à un exil en Suisse de courte durée. En effet, il revient assez rapidement pour exercer clandestinement (Terreur oblige) son ministère dans le diocèse d’Avignon ; cette attitude courageuse lui vaut d’être remarqué par l’archevêque, Perier, qui lui confie dès 1808 (le calme est revenu avec la signature du concordat) la paroisse de Valréas.

### Carrière àParis(1811-1833)
Sans qu'on ait connaissance de la nature des relations qu’il a pu avoir avec son illustre compatriote, le futur cardinal Maury, il est avéré qu’elles ont existé puisque celui-ci le fait venir dans la capitale ; l’abbé Valayer va y exercer successivement des ministères aussi prestigieux que celui de curé de Saint-Germain l’Auxerrois (paroisse du palais du Louvre) où il procédera notamment à un mariage princier, puis curé de Saint-Nicolas-des-Champs (1816-1823) et Saint-Thomas d’Aquin. Il termine sa carrière dans l’archidiocèse de Paris avec la fonction de vicaire général, c'est-à-dire plus proche collaborateur de l’archevêque (qui n’est plus Maury) ; c’est probablement au cours de cette période que la dignité de chanoine de la nécropole royale de Saint-Denis lui est conférée (les chanoines de Saint-Denis avaient le titre d’évêque).

### Épiscopat àVerdun(1833-1837)
Après avoir refusé à deux reprises un siège épiscopal, il accepte une troisième proposition du pape Grégoire XVI (17 décembre 1832) : Verdun. Valayer est sacré à Paris le 10 février 1833 et prend possession de son nouveau diocèse quinze jours plus tard. 
Son épiscopat aurait pu se dérouler sans problème (il avait débuté par de pieuses réalisations), mais l’esprit de 1789 avait aussi soufflé sur Verdun, en particulier sur les jeunes générations du séminaire du diocèse ; le prélat, né 69 ans plus tôt sous le règne de Louis XV et qui a traversé tant de régimes a des difficultés à communiquer notamment avec les jeunes séminaristes. Peut-être aussi n’était-il pas taillé pour exercer de telles charges, ce qui expliquerait ses deux refus antérieurs. Ainsi trois années après son arrivée à Verdun, il quitte définitivement la ville pour rejoindre Avignon (1836) d’où il rédige sa lettre de démission (cas rarissime à cette époque) ; il conservera toutefois son titre d’évêque de Verdun jusqu’à la nomination de son successeur en 1837.

### Dernières années de sa vie dans l’ancien Comtat (1837-1850)
C’est dans cette ville d’Avignon qu’il s’éteint, 13 ans plus tard, en 1850, à l’âge de 86 ans, au 50 de la rue Banasterie ; il est inhumé au cimetière de Montfavet ; ses restes seront transférés dans cette même église lors de la désaffectation du cimetière en 1926, en présence de Llobet, archevêque coadjuteur du diocèse, d’une quinzaine de prêtres, et de sa petite-nièce Mme Valayer, dont le mari fut maire d’Avignon (1910-1919) ; une plaque à l’intérieur de l’édifice évoque la mémoire du prélat.
Valayer était chevalier de Saint-Louis, chevalier de la Légion d’Honneur et avait conservé le titre de chanoine-évêque de Saint-Denis ; deux portraits le représentent revêtu de ces insignes. 

## Armoiries
D’azur à une croix de Saint-Benoit ou ancrée d’argent, accompagnée en chef de trois étoiles du même.

### Articles liés
- Liste des évêques de Verdun
- Diocèse de Verdun